# Displair

Рабочий прототип устройства Displair

Displair — интерактивный безэкранный дисплей, выводящий в воздух любое изображение, полностью проницаемое для физических объектов. В устройство встроена оптическая система мультитач, позволяющая управлять изображением в воздухе с помощью жестов без использования специальных маркеров, перчаток и иных приспособлений.

## Название
В настоящее время название Displair носит как устройство, так и компания, его производящая. Название образовано из сочетания двух английских слов «display» и «air», чтобы подчеркнуть сущность и функциональность устройства — «воздушный дисплей». Впервые название Displair публично упоминается в конце июля 2010 года сразу после форума Селигер 2010, где Максим Каманин представил свой проект.

## История разработки
Ещё в 1993 году были известны проекционные экраны, формируемые из аэродисперсной среды с помощью генераторов тумана. На сформированную плоскую аэрозольную поверхность экрана проецировалось изображение со стороны, противоположной наблюдателю. Главные проблемы таких экранов — неоднородность их оптических свойств и выпадение конденсата.
Начало исследований в этой области основателями Displair приходится на 2009 год. На этапе научно-исследовательской работы были изучены природные оптические эффекты — миражи и туманы. Остановились на субстанции, близкой по консистенции к облакам.
Первый рабочий прототип был собран в июле 2010 года и представлен на форуме Селигер. В августе того же года была создана компания, и проект преобразовался в полноценный стартап, отнесенный к сфере информационных технологий.
В 2011 году для Displair была разработана оптическая система мультитач, которая сделала возможным внедрение сенсорной системы в нетвердотельный экран, несмотря на его физическую проницаемость.
К 2012 года компания привлекла инвестиции для доработки прототипа до коммерческого образца, патентования технологии и запуска первого малосерийного производства.
Среди инвесторов Displair — инвестиционный фонд Leta Capital (корпоративный фонд LETA Group), бизнес-ангел Эстер Дайсон, которая является членом совета директоров «Яндекс» и президентом венчурного фонда EDventure Holdings (начальный инвестор Flickr), фонд посевных и ранних инвестиций Venture Angels, CEO Acrobator Бастиаан Годска (руководил развитием и маркетингом компаний Ozon.ru, KupiVIP, Lamoda.Ru и других интернет-проектов), венчурный фонд SpinUp Venture и другие.

Презентация Displair на SeedForum в мае 2012 г.

Компания Displair стала резидентом «Сколкова» и ИТ-парка в Казани.
Старт продаж пилотной серии продукта был запланирован на конец 2013 года, однако его так и не случилось, а в январе 2014 года стало известно о том, что компания закрывается.

## Технология
Displair выводит в воздух любой мультимедийный контент. Изображение материально проницаемо, безопасно и экологически чисто. Основа изображения — защищенный от ветра тонкий холодный стабилизированный поток воздуха с мельчайшими частицами воды, созданными методом кавитации. Размер капелек воды, их сильное поверхностное натяжение и аэродинамические особенности потока таковы, что сформированный аэрозольный экран остаётся неподвижным при проникновении в него объектов — например, пальцев рук, — не оставляет влажных следов, не замерзает при температуре до −50 °C и существует до +50 °C.
Оптическая система мультитач, основанная на технологии компьютерного зрения, позволяет управлять изображениями безэкранного дисплея пальцами рук или любыми другими предметами и способна обрабатывать до 1500 касаний одновременно с временем задержки менее 0,2 с. Система позволяет не только поддерживать многопользовательский режим, но и распознавать более сложные жесты, нежели те, которые предусмотрены мультитач-системами твердотельных интерактивных экранов. Возможна также дополнительная ароматизация изображения с системой быстрой смены запахов.
В Displair также встроена функция взаимодействия с мобильными устройствами, которая позволяет обмениваться файлами.
Технология формирования аэрозольного экрана запатентована в России.

## Сферы использования
- Интерактивный терминал
- Электронное меню
- Реклама (ATL/BTL)
- Дизайн интерьера/экстерьера
- Игровая индустрия
- Средство обучения и симуляции
- Медицина (релаксация/реабилитация)

## Конкурсы и награды
Проект Displair является победителем крупнейших российских инновационных конкурсов и форумов: «Кубок Техноваций-2011», «Зворыкинский проект-2011», «Система Саров-2011», «Бит-Юг-2011».
Displair также вошёл в пятёрку лучших технических проектов[когда?] в бизнес-инкубаторе Plug&Play в Кремниевой долине.